# Стиллер, Бен
Бе́нджамин Э́двард Ми́ра (Бен) Сти́ллер (англ. Benjamin Edward Meara «Ben» Stiller; род. 30 ноября 1965, Нью-Йорк, США) — американский актёр кино, телевидения и озвучивания, комик, кинорежиссёр, сценарист, кинопродюсер.

## Ранние годы
Родился 30 ноября 1965 года в Нью-Йорке, в семье актёров-комиков Джерри Стиллера (1927—2020) и Энн Миры (1929—2015). Его отец — еврей, чья семья эмигрировала из Польши, а мать — ирландская католичка, перешедшая к реформистскому иудаизму после замужества. Стиллер описывает свою семью как нерелигиозную, однако они праздновали Хануку и Рождество, а у него самого была бар-мицва. Родители часто брали его на различные съёмки, когда он был ребёнком. У него также есть старшая сестра Эми, которая появлялась во многих его проектах, включая фильмы «Реальность кусается», «Вышибалы» и «Образцовый самец».
В 1983 году поступил в Калифорнийский университет в Лос-Анджелесе на отделение кинематографа. После 9 месяцев обучения бросил и вернулся в Нью-Йорк, где записался на актёрские курсы.

## Карьера
В 1985 году привлёк к себе внимание ролью в пьесе «Дом синих листьев» Джона Гуаре. В это же время он снимает короткометражные фильмы, одну из его лент — 10-минутную пародию на фильм Мартина Скорсезе «Цвет денег», где он сыграл роль Тома Круза, в 1987 году приобрёл телеканал NBC для телешоу «Субботним вечером в прямом эфире». Его начали приглашать сниматься в кино.

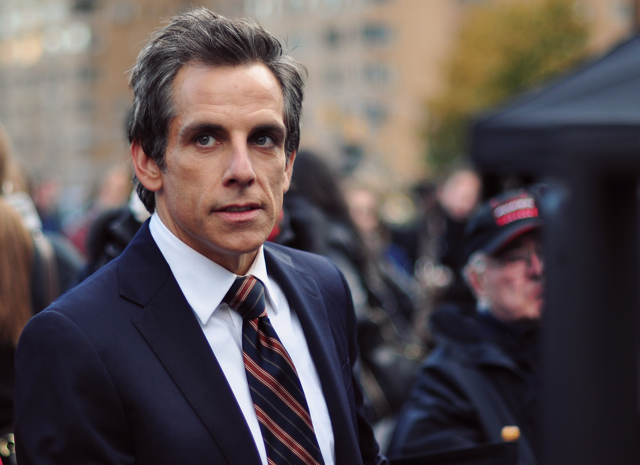
Нью-Йорк в 2010 год

Дебютировал на большом экране в 1987 году в фильме Стивена Спилберга «Империя солнца». В 1989 году Стиллер появился в телешоу «Субботним вечером в прямом эфире». В 1992 году начал вести на MTV юмористическую программу «Шоу Бена Стиллера», одновременно играя небольшие роли в кино. Он взял к себе в помощники комиков Джанин Джарофало и Энди Дика. Спустя год MTV закрыло шоу.
В 1994 году поставил комедию «Реальность кусается», в которой вместе с ним играли Вайнона Райдер и Итан Хоук. В 1996 году снял чёрную комедию «Кабельщик» с Джимом Кэрри в главной роли.
Не ограничивая себя режиссурой, решил попробовать себя в качестве актёра у других постановщиков. В 1998 году, снявшись в фильме «Кое-что о Мери», он выходит на пик славы. Комедии с его участием начинают выходить ежегодно и становятся самыми кассовыми из всех, снимаемых в Голливуде. Среди его наиболее популярных фильмов — «Знакомство с родителями», «Образцовый самец», «А вот и Полли», «Знакомство с Факерами», «Ночь в музее», а также задуманный и озвученный им мультфильм «Мадагаскар». является единственным актёром, номинированным на антиприз «Золотая малина» в категории «худший актёр» за все пять фильмов, выпущенных им в течение одного (2004-го) года, — «А вот и Полли», «Вышибалы», «Убойная парочка: Старски и Хатч», «Телеведущий: Легенда о Роне Бургунди» и «Чёрная зависть». Актёра можно увидеть во многих видеоклипах, в частности, «Rollin'» рок-группы Limp Bizkit, «Closer» группы Travis, а также «Tribute» группы Tenacious D.

## Личная жизнь
В начале карьеры встречался с такими актрисами, как Джинн Трипплхорн, Джанин Гарофало, Калиста Флокхарт и Аманда Пит.
13 мая 2000 года он женился на Кристин Тейлор. Свадебная церемония прошла на острове Кауаи, Гавайи. Они познакомились на съёмках короткометражного фильма «Тепловое видение и Джек». Пара вместе появилась на экране в фильмах «Образцовый самец», «Вышибалы», «Солдаты неудачи», «Образцовый самец 2» и сериале «Замедленное развитие». У них двое детей — дочь Элла Оливия (род. 10 апреля 2002) и сын Куинли Демпси (род. 10 июля 2005). В мае 2017 года Стиллер и Тейлор объявили о расставании. Затем пара воссоединилась.
В 1999 году и позже в 2001 году в интервью признался в том, что страдает биполярным расстройством психики (маниакально-депрессивным психозом). По его словам, заболевание передалось ему от родителей. Однако позже, в 2006 году, он опроверг эту информацию: «Я в шутку сказал, что иногда бываю немного сумасшедшим, а журналисты изобразили меня маньяком-психопатом!».
В октябре 2016 года объявил о том, что в июне 2014 у него был диагностирован рак простаты, от которого он успешно вылечился в сентябре того же года.
Бен Стиллер также придерживается вегетарианства; он исключил из рациона кофе и мясо. 

### Общественная позиция
Состоит в партии демократов. Он активно занимается благотворительностью и является сторонником прав животных.

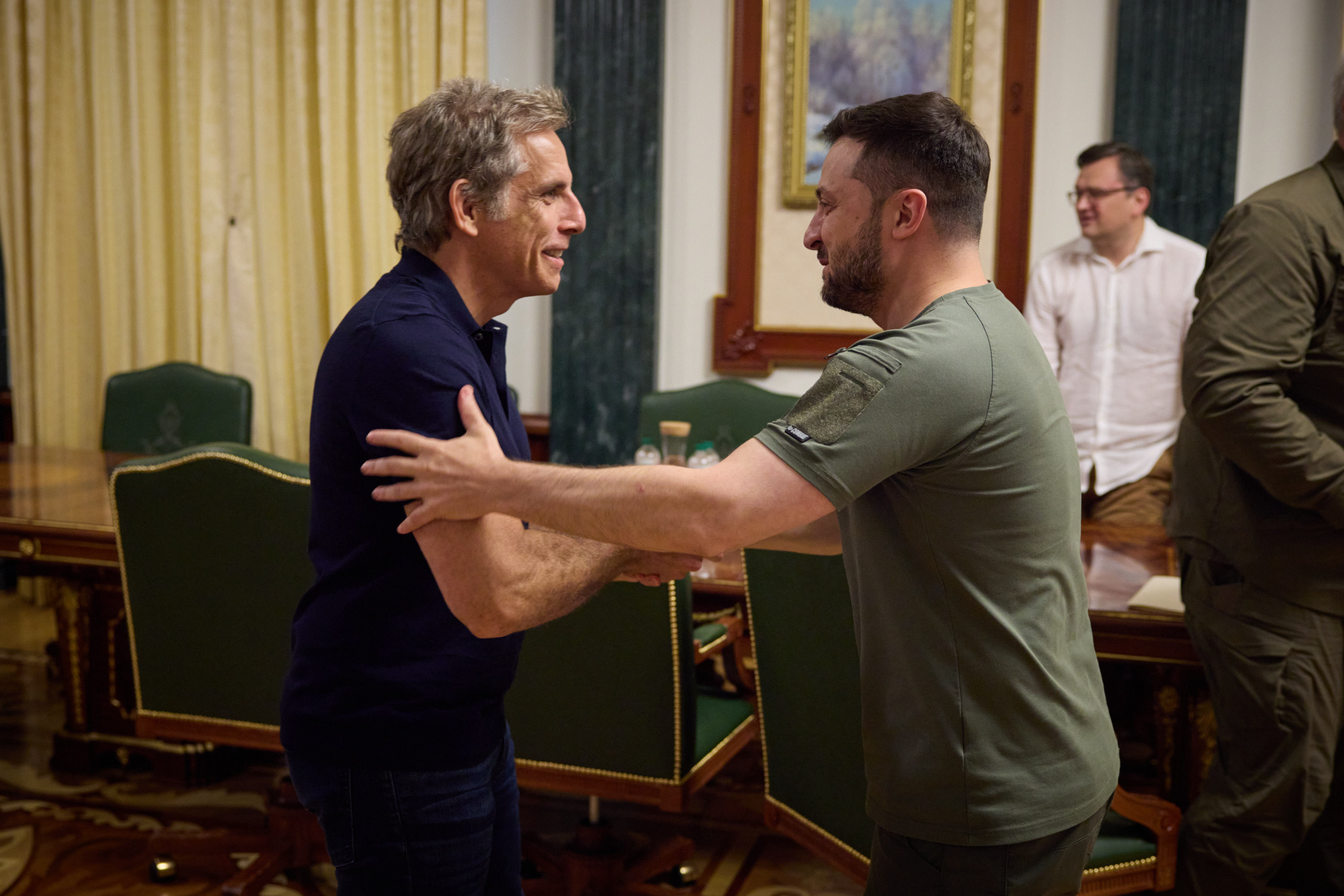
Во время встречи с Владимиром Зеленским в Киеве

Является Посланцем доброй воли Коммиссара ООН по делам беженцев (UNHCR). В этом качестве 20 июня 2022 года посетил Киев. На встрече с Президентом Украины Владимиром Зеленским выразил поддержку борьбе Украины против российской агрессии.
5 сентября 2022 года МИД РФ объявил о внесении Стиллера и Шона Пенна в «черный список», соответственно, им обоим запрещен въезд в Россию.

## Фильмография

### Актёр
| Год  |     | Русское название                     | Оригинальное название                          | Роль                                                     |
| ---- | --- | ------------------------------------ | ---------------------------------------------- | -------------------------------------------------------- |
| 1987 | ф   | Империя солнца                       | Empire of the Sun                              | Дэйнти                                                   |
| 1987 | ф   | Бесконечная погоня                   | Hot Pursuit                                    | Крис Ханиуэлл                                            |
| 1988 | ф   | Свежие лошади                        | Fresh Horses                                   | Типтон                                                   |
| 1989 | ф   | Ближайший родственник                | Next of Kin                                    | Лоуренс Изабелла                                         |
| 1989 | кор | Истории Элвиса                       | Elvis Stories                                  | Брюс                                                     |
| 1989 | ф   | Это адекватно                        | That's Adequate                                | Чип Лейн                                                 |
| 1990 | ф   | Стелла                               | Stella                                         | Джим Аптегроув                                           |
| 1991 | ф   | Дорога в ад                          | Highway to Hell                                | Повар                                                    |
| 1992 | ф   | Безумный                             | The Nutty Nut                                  | метатель пирогов (в титрах не указан)                    |
| 1994 | ф   | Реальность кусается                  | Reality Bites                                  | Майкл Грейтс (также режиссёр)                            |
| 1995 | ф   | Толстопузы                           | Heavyweights                                   | Тони Перкис / Тони Перкис-старший                        |
| 1996 | ф   | Кабельщик                            | The Cable Guy                                  | Сэм Свит / Стэн Свит (также режиссёр)                    |
| 1996 | ф   | Не будите спящую собаку              | Flirting with Disaster                         | Мел Коплин                                               |
| 1996 | ф   | Если Люси упадёт                     | If Lucy Fell                                   | Бвик Элиас                                               |
| 1996 | ф   | Счастливчик Гилмор                   | Happy Gilmore                                  | Хэл Л. (санитар в доме престарелых) (в титрах не указан) |
| 1997 | с   | Друзья                               | Friends                                        | Томми                                                    |
| 1998 | ф   | Вечная полночь                       | Permanent Midnight                             | Джерри Шталь                                             |
| 1998 | ф   | Твои друзья и соседи                 | Your Friends & Neighbors                       | Джерри                                                   |
| 1998 | ф   | Все без ума от Мэри                  | There's Something About Mary                   | Тед                                                      |
| 1998 | ф   | Нулевой эффект                       | Zero Effect                                    | Стив Арло                                                |
| 1999 | ф   | Чёрное и белое                       | Black and White                                | Марк Клеар                                               |
| 1999 | ф   | Таинственные люди                    | Mystery Men                                    | Яростный                                                 |
| 1999 | ф   | Короли рока                          | The Suburbans                                  | Джей Роуз                                                |
| 2000 | ф   | Знакомство с родителями              | Meet the Parents                               | Гейлорд «Грег» Факер                                     |
| 2000 | ф   | Сохраняя веру                        | Keeping the Faith                              | Раввин Джейк Шрам                                        |
| 2000 | ф   | Независимость                        | The Independent                                | коп                                                      |
| 2001 | ф   | Семейка Тененбаум                    | The Royal Tenenbaums                           | Час Тененбаум                                            |
| 2001 | ф   | Образцовый самец                     | Zoolander                                      | Дерек Зуландер (также сценарист и режиссёр)              |
| 2002 | ф   | Страна чудаков                       | Orange County                                  | пожарный (камео, в титрах не указан)                     |
| 2002 | ф   | Беги, Ронни, беги                    | Run Ronnie run!                                | в роли самого себя                                       |
| 2003 | ф   | Никто не знает ничего                | Nobody Knows Anything!                         | эксперт по персикам (в титрах не указан)                 |
| 2003 | ф   | Дюплекс                              | Duplex                                         | Алекс Роуз                                               |
| 2003 | ф   | Поли Шор мёртв                       | Pauly Shore Is Dead                            | в роли самого себя (в титрах не указан)                  |
| 2004 | ф   | Знакомство с Факерами                | Meet the Fockers                               | Грег Факер                                               |
| 2004 | ф   | Телеведущий: Легенда о Роне Бургунди | Anchorman: The Legend of Ron Burgundy          | Артуро Мендес (камео)                                    |
| 2004 | ф   | Вышибалы                             | Dodgeball: A True Underdog Story               | Уайт Гудман                                              |
| 2004 | ф   | Черная зависть                       | Envy                                           | Тим Дингман                                              |
| 2004 | ф   | Убойная парочка: Старски и Хатч      | Starsky & Hutch                                | Дэвид Старски                                            |
| 2004 | ф   | А вот и Полли                        | Along Came Polly                               | Рубен Феффер                                             |
| 2005 | ф   | Дэнни Роун: Первый режиссёр          | Danny Roane: First Time Director               | Бен Стиллер                                              |
| 2005 | мф  | Мадагаскар                           | Madagascar                                     | Алекс (голос)                                            |
| 2005 | ф   | Слэдж: Нерассказанная история        | Sledge: The Untold Story                       | командир (в титрах не указан)                            |
| 2006 | ф   | Ночь в музее                         | Night at the Museum                            | Ларри Дэйли                                              |
| 2006 | ф   | Tenacious D: Медиатор судьбы         | Tenacious D in The Pick of Destiny             | продавец в музыкальном магазине (камео, также продюсер)  |
| 2006 | ф   | Школа негодяев                       | School for Scoundrels                          | Лонни                                                    |
| 2007 | ф   | Девушка моих кошмаров                | The Heartbreak Kid                             | Эдди                                                     |
| 2008 | ф   | Солдаты неудачи                      | Tropic Thunder                                 | Таг Спидман (также сценарист и режиссёр)                 |
| 2008 | мф  | Мадагаскар 2                         | Madagascar: Escape 2 Africa                    | Алекс (голос)                                            |
| 2009 | ф   | Ночь в музее 2                       | Night at the Museum: Battle of the Smithsonian | Ларри Дэйли                                              |
| 2009 | ф   | Знакомство с Марком                  | The Marc Pease Experience                      | Джон Грибл                                               |
| 2010 | ф   | Гринберг                             | Greenberg                                      | Роджер Гринберг (Номинация — Независимый дух)            |
| 2010 | мф  | Мегамозг                             | Megamind                                       | Бернард (голос)                                          |
| 2010 | ф   | Знакомство с Факерами 2              | Little Fockers                                 | Грег Факер                                               |
| 2010 | ф   | Я всё ещё здесь                      | I'm Still Here                                 | в роли самого себя                                       |
| 2011 | ф   | Как украсть небоскрёб                | Tower Heist                                    | Джош Ковакс                                              |
| 2012 | мф  | Мадагаскар 3                         | Madagascar 3: Europe's Most Wanted             | Алекс (голос)                                            |
| 2012 | ф   | Дружинники                           | The Watch                                      | Ивен Тротвиг                                             |
| 2012 | ф   | Замедленное развитие                 | Arrested Development                           | Тони Уандер                                              |
| 2013 | ф   | Невероятная жизнь Уолтера Митти      | The Secret Life of Walter Mitty                | Уолтер Митти (также режиссёр)                            |
| 2014 | ф   | Ночь в музее: Секрет гробницы        | Night at the Museum 3                          | Ларри Дэйли                                              |
| 2014 | ф   | Пока мы молоды                       | While We're Young                              | Джош                                                     |
| 2016 | ф   | Образцовый самец № 2                 | Zoolander 2                                    | Дерек Зуландер                                           |
| 2017 | ф   | Истории семьи Майровиц               | The Meyerowitz Stories                         | Мэттью Мейровиц                                          |
| 2017 | ф   | Статус Брэда                         | Brad's Status                                  | Брэд Слоан                                               |
| 2020 | ф   | Хэллоуин Хьюби                       | Hubie Halloween                                | Хэл Л.                                                   |
| 2021 | ф   | Локдаун                              | Locked Down                                    | Гай                                                      |
| 2022 | ф   | Дружки                               | Bros                                           | камео                                                    |
| 2024 | ф   | Щелкунчики                           | Nutcrackers                                    | Майк Максвелл                                            |
| 2025 | ф   | Счастливчик Гилмор 2                 | Happy Gilmore 2                                | Хал Л.                                                   |
| 2026 | ф   | Знакомство с родителями 4            | Focker In-Law                                  | Гейлорд «Грег» Факер                                     |

### Другие работы
| Год  | Название                         | Примечания                                               |
| ---- | -------------------------------- | -------------------------------------------------------- |
| 1989 | Истории Элвиса                   | режиссёр и сценарист                                     |
| 1994 | Реальность кусается              | режиссёр                                                 |
| 1996 | Кабельщик                        | режиссёр                                                 |
| 1999 | Тепловое видение и Джек          | режиссёр                                                 |
| 2001 | Образцовый самец                 | режиссёр, продюсер, сценарист, исполнитель главной роли  |
| 2003 | Дюплекс                          | продюсер и исполнитель главной роли                      |
| 2003 | Crooked Lines                    | исполнительный продюсер                                  |
| 2004 | Убойная парочка: Старски и Хатч  | исполнительный продюсер                                  |
| 2004 | Вышибалы                         | продюсер                                                 |
| 2006 | Tenacious D: Медиатор судьбы     | исполнительный продюсер                                  |
| 2007 | Лезвия славы: Звездуны на льду   | продюсер                                                 |
| 2008 | Руины                            | продюсер                                                 |
| 2008 | Солдаты неудачи                  | режиссёр, продюсер и сценарист                           |
| 2009 | Мальчики: История братьев Шерман | исполнительный продюсер                                  |
| 2010 | Мегамозг                         | исполнительный продюсер                                  |
| 2010 | Субмарина                        | исполнительный продюсер                                  |
| 2011 | Успеть за 30 минут               | продюсер                                                 |
| 2013 | Невероятная жизнь Уолтера Митти  | режиссёр, продюсер и исполнитель главной роли            |
| 2016 | Образцовый самец № 2             | режиссёр, продюсер, сценарист и исполнитель главной роли |
| 2018 | Побег из тюрьмы Даннемора        | режиссёр и продюсер                                      |
| 2021 | Разделение                       | режиссёр и продюсер                                      |

## Награды
- Орден «За заслуги» III степени (23 августа 2022 года, Украина) — за значительные личные заслуги в укреплении межгосударственного сотрудничества, поддержку государственного суверенитета и территориальной целостности Украины, весомый вклад в популяризацию Украинского государства в мире[26].